# Berten Maillot
Berten Maillot (of Berten Strandlaken) is een typetje van acteur en komiek Chris Van den Durpel. 
Berten Maillot is redder aan het strand in de badstad Middelkerke en gaat op vakantie in Lebbeke. Om die reden spreekt hij ook West-Vlaams. Als hij iemand beetneemt (meestal Paul Schampers, die ook door Chris gespeeld wordt), uit hij zijn catch phrase " Tis moa ee graptje é Paul!" ("Het is maar een grapje, hè Paul!").
Het typetje debuteerde in de show Typisch Chris (1995) op de VRT. 